# Intelligentes Netz
Das Intelligente Netz (IN) ist kein eigenes physisches Netz, sondern ein diensteorientiertes zentrales System, das auf ein vorhandenes Telefonnetz (zum Beispiel ISDN) aufsetzt. Ein IN erweitert ein Telefonnetz um intelligente Netzkomponenten und zusätzliche Leistungsmerkmale. Im Vordergrund stehen dabei Mehrwertdienste für Festnetztelefonie, Mobilfunk und Telefax.
Es ist nicht erforderlich, dass IN-Betreiber gleichzeitig Netzbetreiber sind; sie können ihr Angebot über vorhandene Netze realisieren.

## Klassische IN-Technik
Nummern, die auf einen IN-Dienst führen, werden in speziellen Vermittlungsstellen eingetragen, die mit einer als Service Switching Point bezeichneten Funktion ausgerüstet sind. Wird eine solche Nummer angerufen, spricht die Vermittlungsstelle über das INAP-Protokoll (ein Protokoll aus der Familie des Signalling System 7) den Service Control Point eines IN-Systems an. In diesem können dann die Daten des Anrufs mit verschiedenen Parametern (wie zum Beispiel Ursprung des Anrufs, Uhrzeit, Wochentag) verknüpft und flexibel gestalt- und beeinflussbare Dienste angeboten werden.
Die klassische Architektur der IN-Netze ist in den Standards ITU-T Q.1200ff. definiert. Varianten für den Mobilfunk finden sich in den Spezifikationen des 3rd Generation Partnership Project.

## Beispiele
Allgemein bekannte Mehrwertdienste des IN sind
- der MABEZ-Dienst 0137 (Massenverkehr zu bestimmten Zielen, besser bekannt als Televotum aus Radio- und Fernsehsendungen),
- die Service- und Sonderrufnummern (0180, 0700, 0800, 0900),
- VPN-Dienste (Virtual Private Network) für geschlossene Benutzergruppen.

Zudem ist ein Großteil der Prepaid-Dienste im Mobilfunk als IN-Dienst realisiert.

## Neuere Entwicklungen
Mit der Einführung von IP-basierten Sprachdiensten und Signalisierungs-Protokollen werden IN-Dienste zunehmend im IP-Netz, d. h. ohne Anbindung an das Signalling System 7 realisiert (siehe auch SIGTRAN).